# Tsubasa (песня)
«Tsubasa» — десятый сингл японской рок группы Alice Nine, вышедший 24 октября 2007 года. Сингл был выпущен в трёх версиях: двух ограниченных и одной обычной. Ограниченное издание включает в себя песни: «Tsubasa» и «Ruri no Ame» а также DVD с клипом на песню «Tsubasa». Второе ограниченное издание включает в себя ещё и клип на песню «Ruri no Ame». Обычное издание не имеет DVD, но включает в себя дополнительный трек — «Follow Me». За несколько недель до выхода сингла, клип транслировался по телевидению в Японии, например, на канале Music On! ТВ.

## Позиция в чартах
В Японии песня достигла #6 места в чарте Oricon, что на тот момент являлось рекордом для группы.

## Список композиций
Первая версия (рекламный CD)
1. «Tsubasa» — 4:59 (крылья)
2. «Ruri no Ame» — 4:23 (瑠璃の雨 лазурный дождь)
3. «Tsubasa» Клип[4].

Вторая версия (CD)
1. «Tsubasa» — 4:59
2. «Ruri no Ame» — 4:23
3. «Ruri no Ame» Клип[5].

Третья версия (CD)
1. «Tsubasa» — 4:59
2. «Ruri no Ame» — 4:23
3. «Follow Me» — 3:12[6][7].